# Balinovce
Balinovce (cyr. Балиновце) – wieś w Serbii, w okręgu pczyńskim, w gminie Vladičin Han. W 2011 roku liczyła 121 mieszkańców.